# Bolemoreus
A Bolemoreus a madarak osztályának a verébalakúak (Passeriformes) rendjébe, ezen belül a mézevőfélék (Meliphagidae) családjába tartozó  nem. Besorolásuk vitatott, egyes szervezetek a Lichenostomus nembe sorolják ezeket a fajokat is.

## Rendszerezésük
A nemet Nyári & Joseph írták le 2011-ben, az alábbi 2 faj tartozik ide:
- tarkacsőrű mézevő (Bolemoreus frenatus vagy Lichenostomus frenatus)
- Eungella-mézevő (Bolemoreus hindwoodi vagy Lichenostomus hindwoodi)